# Mnemósine (cuadro de Dante Gabriel Rossetti)
Mnemósine (Mnemosyne), también conocida como Lámpara de la memoria (Lamp of Memory) y Ricordanza, es una pintura al óleo obra de Dante Gabriel Rossetti empezada en 1875 o a principios de 1876 y completada en 1881, exhibida actualmente en el Museo de Arte de Delaware.

## Historia

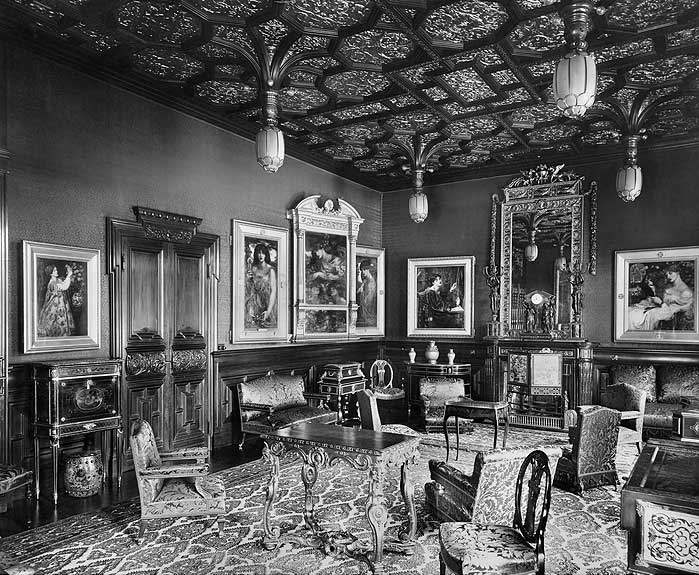
Sala de dibujo de Frederick Richards Leyland en 1892 (fotografía de Harry Bedford Lemere). De izquierda a derecha pueden observarse las siguientes obras: Monna Rosa, Mnemósine, La doncella bienaventurada, Proserpina, Veronica Veronese y Lady Lilith.

El magnate naviero Frederick Richards Leyland adquirió la obra a Rossetti en 1881, exponiéndola en su sala de dibujo junto a otras cinco pinturas del artista, a las cuales Leyland denominaba "maravillas". El cuadro fue comprado por William Connal McLean en la venta del patrimonio de Leyland celebrada por la casa de subastas Christie's el 28 de mayo de 1892, cambiando posteriormente de propietario en dos ocasiones en 1908 en la ventas organizadas por dos galerías. La obra fue adquirida en 1916 por el patrimonio de Samuel Bancroft, dueño de una de las colecciones más grandes de arte prerrafaelita fuera del Reino Unido, la cual fue donada en 1935 al Museo de Arte de Delaware.
La pintura fue exhibida por primera vez en Londres en 1883, posteriormente en Glasgow en 1893, y nuevamente en Londres en 1906. Fue posteriormente expuesta en New Haven, Connecticut (1976), y en Richmond, Virginia (1982).

## Elaboración
La obra fue concebida inicialmente como un estudio al óleo para Astarte Syriaca, pintura de gran formato completada en 1877, posando Jane Morris como modelo en el invierno de 1875-1876, si bien Rossetti decidió posteriormente convertirlo en Mnemósine, representación griega de la Memoria. El pintor escribió a su madre sobre las dos pinturas el 29 de abril de 1876:

Tengo empezado dos veces el tema de Venus Astarte. El segundo comienzo creo es un gran éxito para mí - el mejor; y las cabezas están ahora aseguradas. He estado trabajando como una imagen separada la cabeza principal del primer comienzo, el cual, aunque estaba empeñado en hacerlo aún mejor para la imagen, de ninguna manera es un fracaso. Lo estoy convirtiendo en otro diseño de cabeza y manos solamente, que será llamado Memoria, o La Ricordanza cuya palabra supongo (aunque podría estar bastante obsoleta) es tan admisible en italiano como "Rimembranza".

Un mes después, Rossetti consideró la posibilidad de encargar un marco para la pintura y venderla posteriormente a Clarence Fry, quien finalmente declinó la adquisición de la obra, recibiendo el pintor de parte de Leyland 300 libras por el cuadro, si bien el magnate sabía que la pintura era demasiado grande para su sala de dibujo. Rossetti siguió trabajando en la obra en 1879, ajustando el marco en 1880 y entregando la pintura a Leyland en 1881, por lo que este cuadro constituye uno de los últimos lienzos en ser completados por Rossetti.

## Análisis
La pintura, al igual que Beata Beatrix, puede ser interpretada como un memorial dedicado al amor pasado, en este caso a Jane Morris, esposa de William Morris, con quien mantuvo una relación amorosa en la década de 1870. El título, Mnemósine, hace referencia a la diosa de la memoria y madre de las musas, símbolo de la importancia de la relación que Rossetti mantuvo con Morris. Originalmente, la obra iba a ser titulada Ricordanza, denominación arcaica de la palabra "recuerdo" en italiano. Este título resulta apenas visible en la parte superior izquierda de la pintura. Como era costumbre en Rossetti, la inscripción del marco ayuda a reforzar el tema de la obra:
Texto original en inglés:

Thou fill'st from the winged chalice of the soul 

Thy lamp, O Memory, fire-winged to its goal.

Texto traducido al español:

Te llenas del cáliz alado del alma

Tu lámpara, O Memoria, con alas de fuego hacia su objetivo.